# Waidgerechtigkeit
In der Jägersprache benennt Waidgerechtigkeit oder Weidgerechtigkeit Verhaltensnormen, die einen Ehrenkodex für Jäger oder Angler darstellen. In manchen Jurisdiktionen, wie etwa Deutschland und Österreich, kommt dem Begriff durch gesetzliche Normen auch eine rechtliche Bedeutung zu.

## Wortherkunft und Schreibweise
Der erste Wortteil des Begriffs hat, ebenso wie andere jagdliche Komposita mit weid, die indogermanische Wurzel uid mit der Bedeutung „sich Nahrung verschaffen“, die zu althochdeutsch weida, später mittel- und neuhochdeutsch weid wurde, woraus auch der Begriff Weideland hervorging. Die ei-Schreibweise kann somit in etymologischer Hinsicht als die bessere betrachtet werden, da sie die ursprüngliche ist und den Bezug des Wortteils weid zum Nahrungserwerb deutlich macht.
Die neuere ai-Schreibweise des Begriffs verbreitete sich durch ihre Verwendung im 1934 erlassenen deutschen Reichsjagdgesetz, wo sie den mit der Einführung des Gesetzeswerkes verbundenen Neuanfang symbolisieren sollte, und genießt in Deutschland, insbesondere in offiziellen Verlautbarungen des Deutschen Jagdverbandes (DJV), auch heute eine gewisse Popularität. Die Übergänge von ai zu ei können durchaus fließend sein. Das Bundesjagdgesetz verwendet mit § 1 Abs. 3 („die allgemein anerkannten Grundsätze deutscher Weidgerechtigkeit“) ebenso wie die Jagdgesetze der österreichischen Bundesländer und deutschsprachigen Kantone der Schweiz, die gemäß Duden gebräuchlichere alte ei-Schreibweise.
Der zweite Wortteil gerecht ist auch in anderen jagdlichen Begriffen wie fährtengerecht oder hirschgerecht zu finden und verweist darauf, etwas „richtig“ zu tun.
Die Kombination der beiden Wortteile tauchte erstmals im Jahr 1801 in einem jagdlichen Fachbuch auf, wurde aber erst gegen Ende des 19. Jahrhunderts gebräuchlich.

## Deutschland
Der Begriff der Weidgerechtigkeit ist in Deutschland als unbestimmter Rechtsbegriff in die Jagdgesetze eingegangen. So gelten die nicht schriftlich normierten Regeln der Weidgerechtigkeit als mit Usancen vergleichbares Gewohnheitsrecht und entfalten darum Gesetzeskraft. Erstmals eingeführt in die Gesetzessprache wurde der Begriff 1934 als „Deutsche Waidgerechtigkeit“ in § 4 des Reichsjagdgesetzes. Auch heute noch ist er zum Beispiel im § 1 Abs. 3 des Bundesjagdgesetzes zu finden: „Bei der Ausübung der Jagd sind die allgemein anerkannten Grundsätze deutscher Weidgerechtigkeit zu beachten.“
Viele zunächst als Jagdbräuche verbreitete Regeln der Weidgerechtigkeit haben sich heute in schriftlicher Form in Gesetzen niedergeschlagen. In Deutschland ist beispielsweise der Schrotschuss auf Rehe nach § 19 Bundesjagdgesetz, anders als in der Schweiz und Schweden verboten; er gilt nicht mehr als weidgerecht.
Heute bezieht sich der Begriff der Weidgerechtigkeit nach der Ansicht des Deutschen Jagdverbands auf drei Aspekte: „Der Tierschutzaspekt betrifft die Einstellung des Jägers zum Tier als Mitgeschöpf, dem vermeidbare Schmerzen zu ersparen sind. Der Umweltaspekt fordert vom Jäger die Einbeziehung der Umwelt in ihrer Gesamtheit in sein Denken und Handeln. Der mitmenschliche Aspekt betrifft das anständige Verhalten gegenüber anderen Jägern sowie der nicht die Jagd ausübenden Bevölkerung.“
Ein vierter Aspekt greift außerdem eine unbestimmte Anzahl „ungeschriebener Gesetze“ auf, die besonders bei Jägern älterer Generationen Beachtung finden und sich auf einen Chancenausgleich zwischen Jäger und Wild (besonders Niederwild) beziehen. So gilt es z. B. als „unweidmännisch“ eine Ente auf dem Wasser sitzend, einen Hasen in der Sasse liegend, einen Fasan laufend (als „Infanterist“) zu erlegen bzw. zu beschießen. Dahinter steht der Gedanke, dass die Ente und der Fasan ihre besten Chancen im Flug, der Hase seine besten Chancen in der Flucht hat, nicht getroffen zu werden. Demzufolge gelten zum Teil auch halbautomatische Flinten und Repetierflinten als „unweidmännisch“, da diese mehr als die üblichen zwei Schuss einer Doppelflinte auf das Wild zulassen und so die Chancen des Wildes verringern. In diesem Fall wird die maximale Ausnutzung der technischen Überlegenheit als „unweidmännisch“ angesehen und nicht selten mit dem Ausschluss aus der Jagdgesellschaft sanktioniert.
Ein fünfter Aspekt betrifft den Respekt bzw. den Umgang mit dem erlegten Wild. Auch hier gelten ungeschriebene Regeln wie z. B. das Geben des „letzten Bissen“ bei Schalenwild (ein Zweig bestimmter Baumarten). Der Schütze bzw. Erleger des Wildes kniet vor dem Tier, zieht seine Kopfbedeckung ab und gibt den Zweig dem Tier in sein Maul, um seinen Respekt zu bekunden. Wird bei einer Gesellschaftsjagd das Wild auf die Strecke gelegt, gilt es z. B. als „unweidmännisch“, achtlos über die erlegten Tiere zu steigen.
In manchen sehr traditionell orientierten Jagdgesellschaften wird heute noch nach einer Gesellschaftsjagd beim so genannten „Schüsseltreiben“ (Zusammenkunft, z. B. in einem Wirtshaus nach der Jagd), das „Jagdgericht“ gehalten. Hier werden die Verfehlungen einzelner Jäger während und nach der Jagd öffentlich vor dem Rest der Jagdgesellschaft vorgetragen. Dabei fungieren die Jagdherren (Gastgeber) und/oder die ältesten Jäger als Richter, die „Strafen“ verhängen (meistens das Begleichen der Wirtshaus-Rechnung anderer Jagdteilnehmer).

## Österreich
Ähnlich formuliert sind die Landesjagdgesetze in Österreich: § 2 des NÖ Jagdgesetz 1974 lautet beispielsweise: „Die Jagd ist in einer allgemein als weidgerecht anerkannten Weise und unter Beobachtung der Grundsätze einer geordneten Jagdwirtschaft auszuüben.“

## Schweiz
In der Schweiz wird die Weidgerechtigkeit im Recht deutschsprachiger Kantone erwähnt, zum Beispiel in Art. 14 Berner Jagdgesetz:

„Art. 14 Weidgerechtigkeit. Die Jägerinnen und Jäger wenden alle Sorgfalt an, um dem Tier unnötige Qualen und Störungen zu ersparen und seine Würde zu bewahren. Sie tragen insbesondere die Verantwortung für eine zeit- und fachgerechte Nachsuche. Die Wildhüterinnen und Wildhüter können zur Nachsuchehilfe beigezogen werden.“